# Erlong (köping i Kina, Inre Mongoliet)
Erlong (kinesiska: 二龙, 二龙镇) är en köping i Kina. Den ligger i den autonoma regionen Inre Mongoliet, i den norra delen av landet, omkring 640 kilometer öster om regionhuvudstaden Hohhot.
Genomsnittlig årsnederbörd är 625 millimeter. Den regnigaste månaden är juni, med i genomsnitt 162 mm nederbörd, och den torraste är januari, med 2 mm nederbörd.